# Pilu (Roemenië)
Pilu (Hongaars: Nagypél) is een gemeente in het westen van Roemenië. Het behoort tot het district Arad.
De gemeente telt twee dorpen: Pilu (gelegen op 62 kilometer van de stad Arad) en Vărșand (Hongaars: Gyulavarsánd), gelegen aan de grens met Hongarije.
Pilu telt 2177 inwoners, waarvan 84% Roemenen, 7.5% Hongaren en 8% Roma.